# NGC 3316
NGC 3316 في الفهرس العام الجديد، هي مجرة، تقع في كوكبة الشجاع. اكتشفت في 26 مارس 1835 بواسطة جون هيرشل.

## روابط خارجية
- NGC 3316 على موقع ويكي سكاي: DSS2, SDSS, GALEX, IRAS, Hydrogen α, X-Ray, Astrophoto, Sky Map, Articles and images